# Orlen
Orlen S.A. (formerly em polonês/polaco:  Polski Koncern Naftowy Orlen Spółka Akcyjna, PKN Orlen SA.), comumente conhecido como Orlen, é uma companhia petrolífera multinacional polonesa sediada em Płock, Polônia. Atua nos setores de refino e comércio de gasolina. As subsidiárias da empresa incluem as principais empresas de petróleo e gás da Chéquia e da Lituânia, Orlen Unipetrol e Orlen Lietuva, respetivamente. A Orlen é a maior empresa da Europa Central e Oriental.
A Orlen pagará um dividendo para 2023 de 4,15 PLN por ação. O valor total do dividendo é de 4.817.909,5 mil zlotys. O rendimento dos dividendos é de 6,82%. A última listagem de direitos a dividendos teve lugar em 18 de setembro de 2024 e a data de pagamento de dividendos foi fixada para 20 de dezembro de 2024.

## História
A companhia foi estabelecida em 1999.

## Subsidiarias

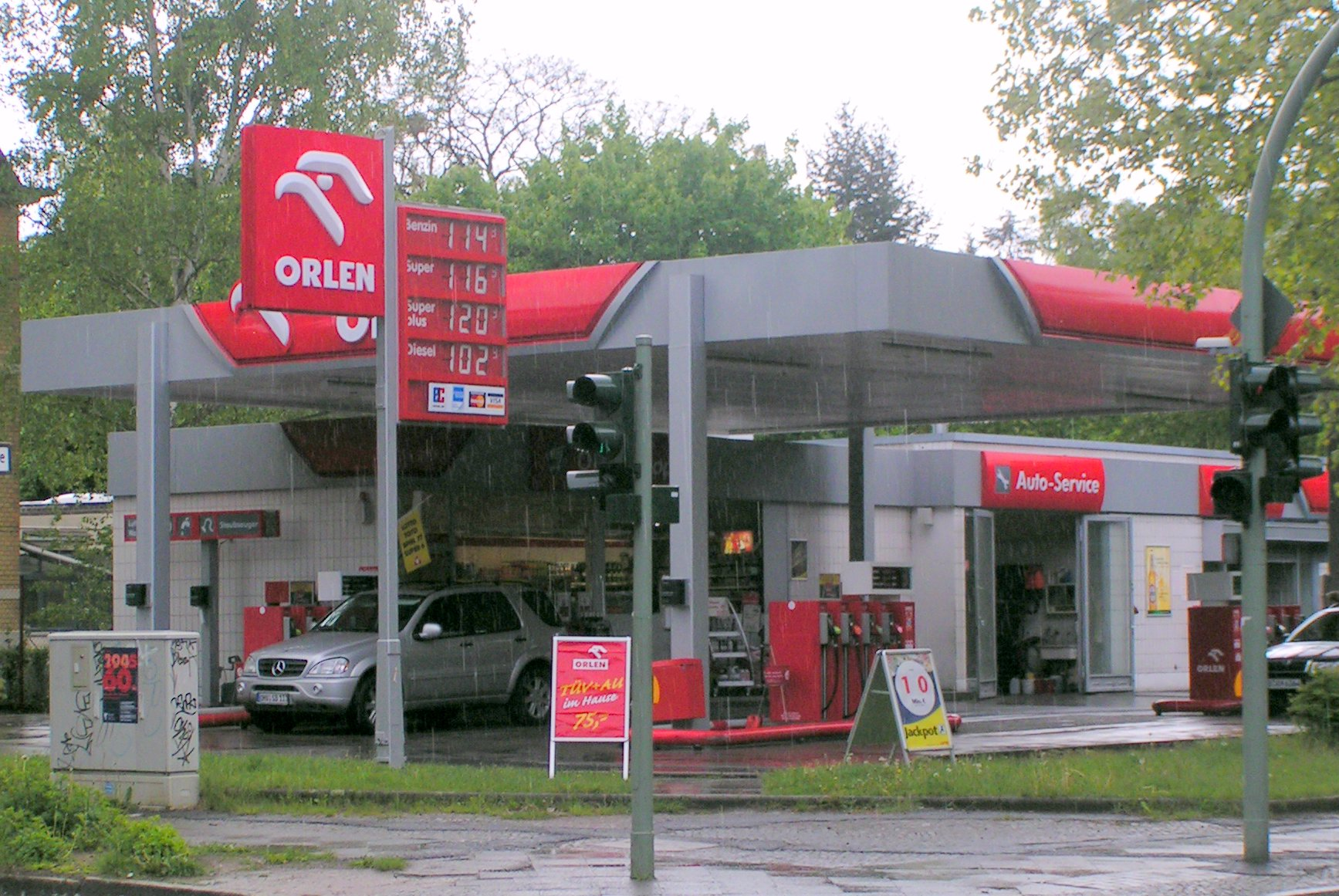
Posto da Orlen, na Alemanha

- Basell Orlen Polyolefins
- Orlen
- Star
- Petrochemia Płock
- PetroProfit
- PetroZachod
- Arge
- UniPetrol
- Benzina
- Solino
- Anwil